# Radnice v Kolobřehu
Radnice v Kolobřehu je historická novogotická budova radnice v centru polského Kolobřehu v Západopomořanském vojvodství.

## Historie

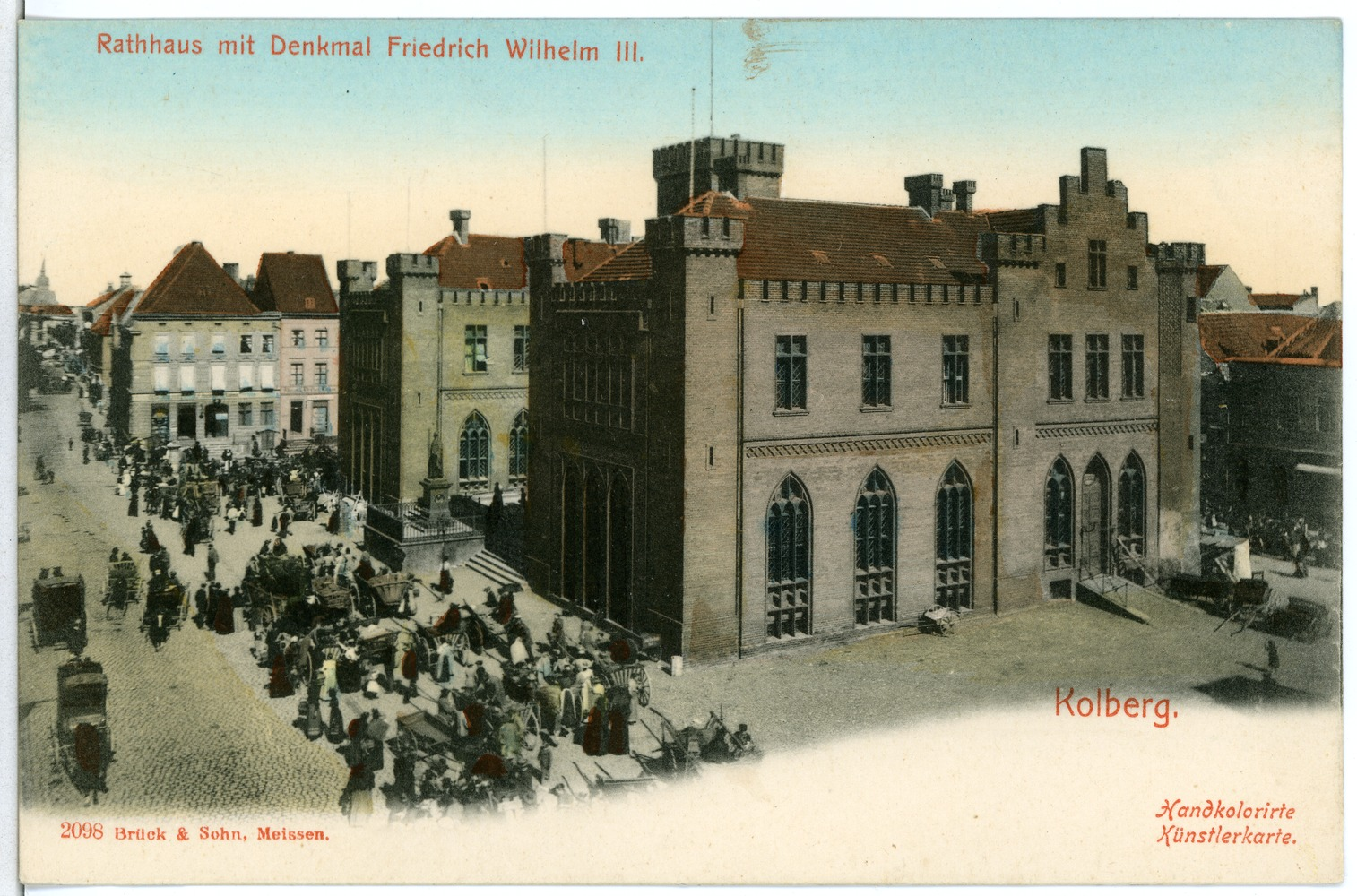
Radnice na historické fotografii, 1901

Radnice byla postavena v letech 1829–1832 v novogotickém slohu podle návrhu architekta Karla Friedricha Schinkela na místě středověké radnice zničené během obléhání města v roce 1807. V roce 1913 byla mírně stavebně upravena.
V roce 1945, během bitvy u Kolobřehu, nebyl navzdory bombardování centra města zničen. Po druhé světové válce v budově sídlily různé instituce. V současné době zde sídlí Galerie současného umění, turistické informační centrum a Matriční úřad.

## Popis

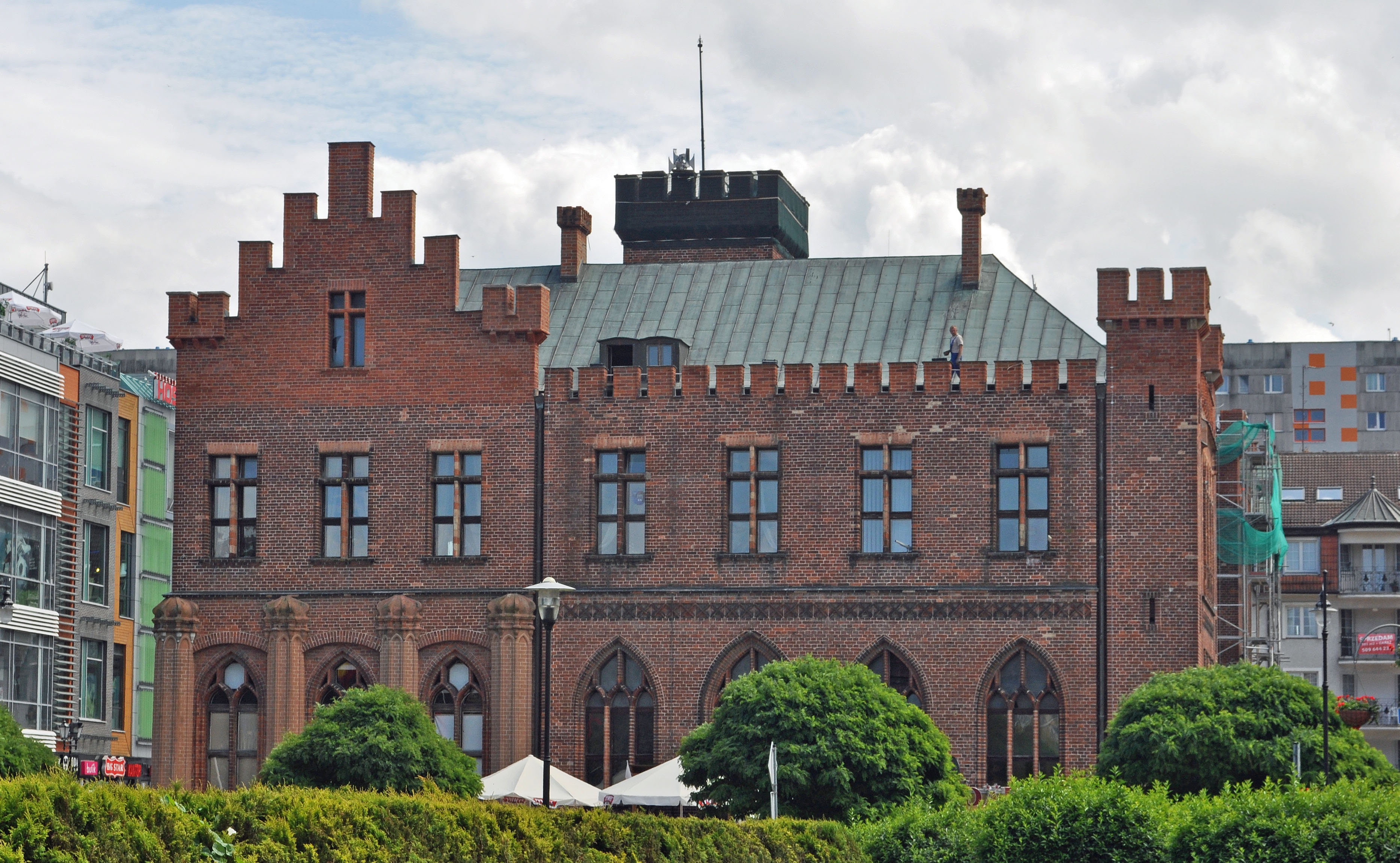
Radnice, boční pohled

Radnice je novogotická, dvoupatrová budova ve tvaru písmene C, vystavěná na základech starších domů z 15. století. Ve středové části je otevřené nádvoří, kde až do druhé světové války stál pomník krále Fridricha Viléma III. a později čestná tribuna.
Budova připomíná středověký obranný hrad, ozdobený věžičkami a cimbuřím. Uprostřed se nachází hlavní věž s hodinami a erby Kolobřehu a Polska. Historické hodiny byly v roce 2014 sundány a zavěšeny jako atrakce v kolobřežském muzeu Patria Colbergiensis.
Na severovýchodní straně, v přízemí, se nacházejí dochované architektonické detaily středověké radnice. Mezi pilíři nesoucími projekci budovy se nachází pranýř ze 16. století známý jako Adebarův sloup. V jeho čele se nachází vyřezávaná maska, která je podle legendy spojována s osobou kolobřežského starosty Jakuba Adebara.